# دكروة يونانية
دكروة يونانية (الاسم العلمي:Dichroa yunnanensis) هي نوع من النباتات تتبع جنس الدكروة من الفصيلة الهدرانجية.